# Municipio de Bayou (condado de Ashley)

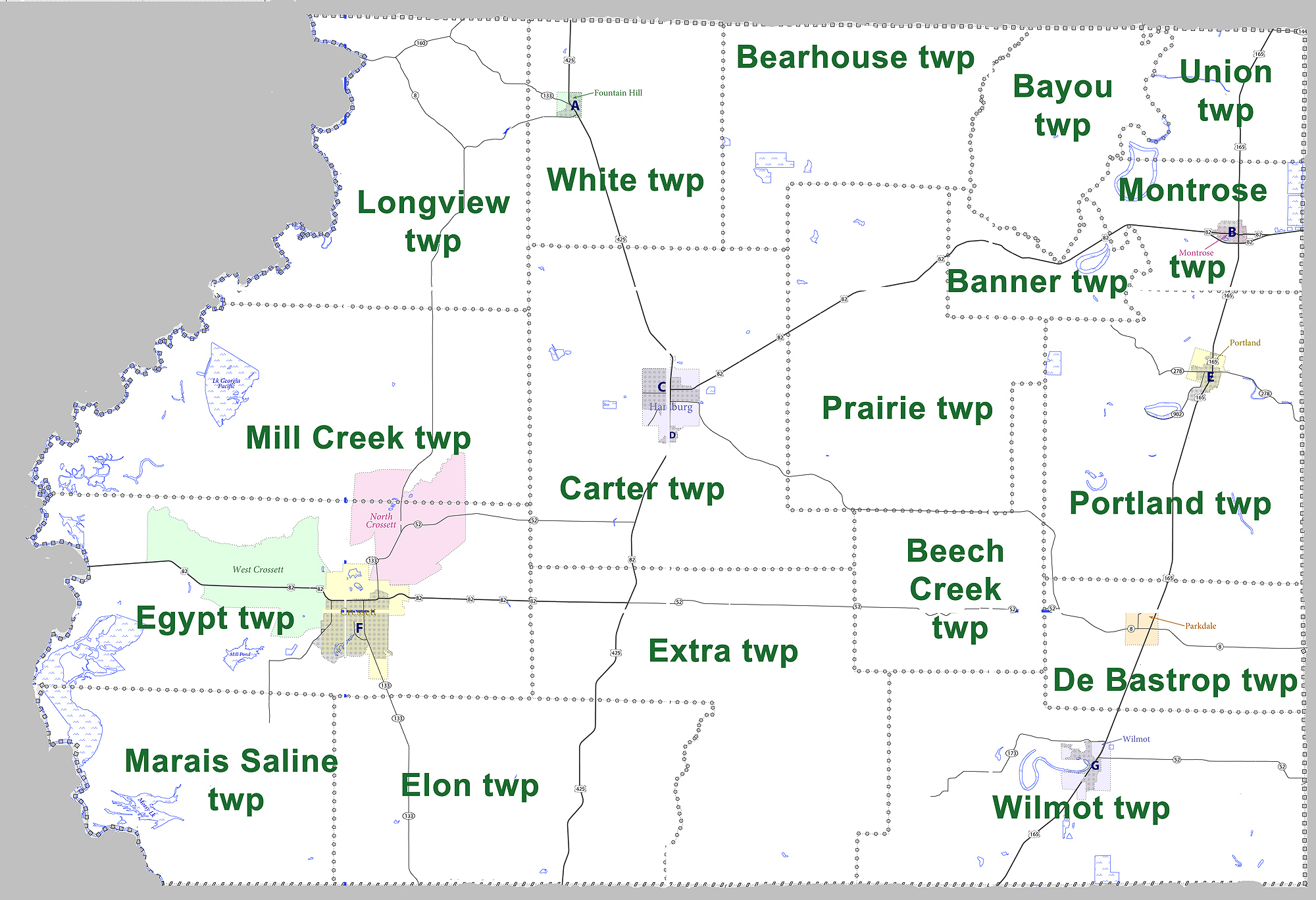
Subdivisiones administrativas del condado de Ashley

El municipio de Bayou (en inglés, Bayou Township) es una subdivisión administrativa del condado de Ashley, Arkansas, Estados Unidos. Según el censo de 2020, tiene una población de 25 habitantes.
Abarca una zona exclusivamente rural.

## Geografía
Está ubicado en las coordenadas 33°20′58″N 91°35′13″O / 33.34944, -91.58694. Según la Oficina del Censo de los Estados Unidos, el municipio tiene una superficie total de 75.61 km², de la cual 75.41 km² corresponden a tierra firme y 0.20 km² es agua.

## Demografía
Según el censo de 2020, hay 25 personas residiendo en la zona. La densidad de población es de 0.33 hab./km². El 92 % son blancos y el 8 % son afroamericanos. No hay hispanos o latinos viviendo en el área.